# Rinaldo da Polenta
Rinaldo da Polenta (... – Ravenna, 20 settembre 1322) è stato un arcivescovo cattolico italiano.

## Biografia
Appartenente alla nobile famiglia Da Polenta, era figlio di Ostasio.
Avviato alla carriera ecclesiastica, il 1321 fu eletto arcivescovo di Ravenna, quando suo fratello, Guido Novello da Polenta, fu chiamato a Bologna, dove fu nominato capitano di quella città; in sua assenza aveva lasciato il governo al fratello Rinaldo che non era ancora stata confermato dal papa.
Quando Guido stava per tornare da Bologna, il cugino Ostasio I da Polenta rinchiuse Rinaldo, che aveva lasciato degli uomini armati, uccise Rinaldo (20 settembre 1322) e prese il potere.

## Stemma
| Immagine | Blasonatura |
| -------- | --- |
| \| \|    | Vescovo Stemma della famiglia Da Polenta. Lo scudo, accollato a una croce astile d'oro, posta in palo, è timbrato da un cappello con cordoni e nappe di verde. Le nappe, in numero di dodici, sono disposte sei per parte, in cinque ordini di 1, 2, 3 |
|          | |